# Euprosopia lepidophora
Euprosopia lepidophora är en tvåvingeart som beskrevs av Mario Bezzi 1916. Euprosopia lepidophora ingår i släktet Euprosopia och familjen bredmunsflugor. Inga underarter finns listade i Catalogue of Life.